# Walter de Chouson
Walter de Chouson (auch: Walter von Chouson bzw. von St. Niklaus; * um 1185 in St. Niklaus; † 14. Dezember 1248) war ein Walliser Domherr und Grosskantor.

## Die Familie de Chouson und Riedmatten
Ältester bekannter Vertreter der Familie «de [von] Chouson», die eine angesehene einheimische Familie des Nikolaitals war, war Henselmus (Anselm) Maior de Chouson bzw. von St. Niklaus, da er 1218 mit dem Meier Walter von Visp und den Rittern Girold von Ernen und Wilhelm von Visp als Zeuge bei einem Zehntenkauf in Visp auftrat. Als angesehener Geistlicher war Johannes von Chouson am 5. April 1272 Zeuge des Testaments des reichen Domherrn und später zum Bischof erwählten Heinrich II. von Raron. Dabei hing Johannes von Chouson das Familiensiegel ans Testament, das die Darstellung einer stark stilisierten Blume zeigt, welche in ein Kleeblatt auszugehen scheint. 

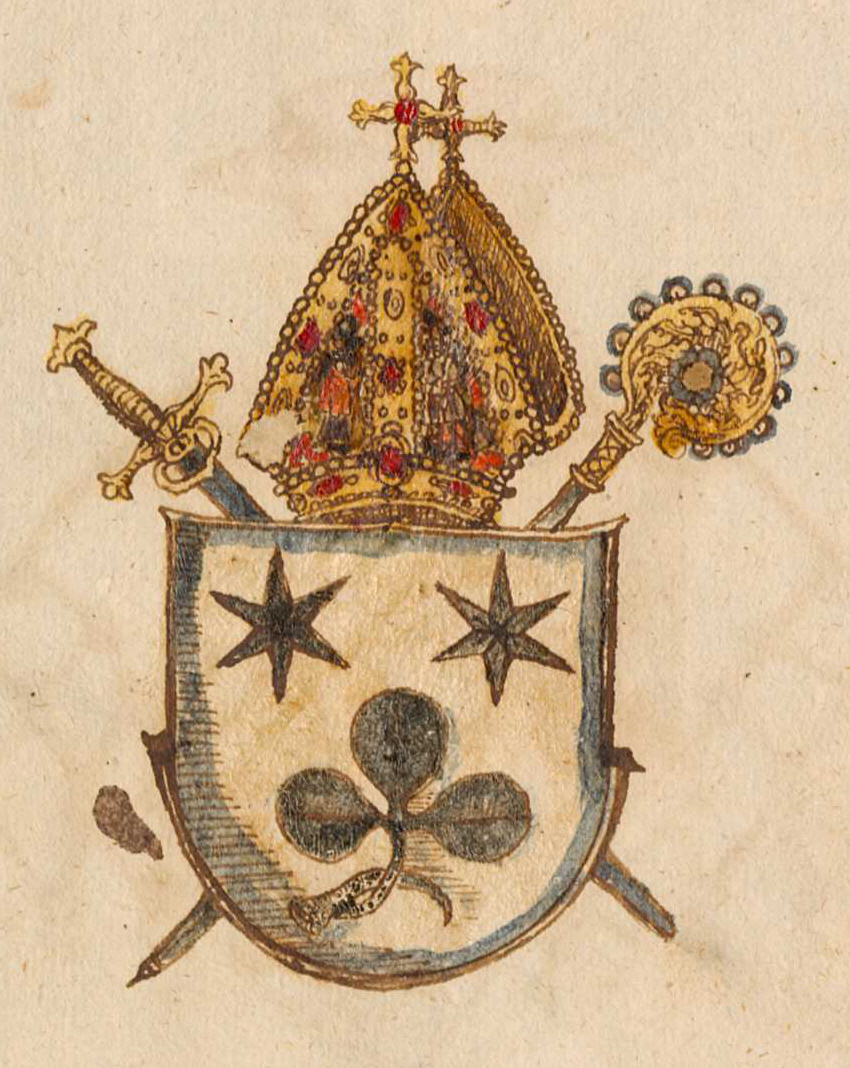
Familienwappen der von Riedmatten, Hildebrand von Riedmatten (um 1530–1604), Bischof von Sitten von 1565–1604, 1594 Reichsversammlung im Regensburger Rathaus

Gegen Ende des 13. Jahrhunderts finden sich Formen des Familiennamens wie «Im Hove / Howe» und «Sigrist» oder «Matricularius». Als den «Hof» muss der turmartige Meierturm in St. Niklaus Dorf betrachtet werden, der 1273 erbaut wurde, wo die Chousons oder die Meier der Talschaft den Wohnsitz hatten und der heute das weltweit erste Bergführermuseum beheimatet. Zur Wende zum 15. Jahrhundert wurde dann endgültig der Familienname «von [de] Riedmatten» angenommen. Der Familienname Riedmatten stammt vom Weiler Riedmatten in St. Niklaus oder Chouson ab, der sich im Norden der heutigen Gemeinde St. Niklaus VS befindet, wo der Riedbach in die Vispe mündet.

## Leben
Der bedeutendste Vertreter der Familie de Chouson ist Domherr und Grosskantor Walter de Chouson. 1246 erwähnt ihn Anselm de Chouson, der 1251 Maior heisst, als seinen Oheim. Folglich muss Walter de Chouson ein Bruder des Meiers Henselmus de Chouson gewesen sein. 
1227 war Walter de Chouson als Domherr erster Zeuge beim wichtigen Kauf der Brüder Heinrich und Amadeus von Raron, die die Rechte der Familie von Aigle oberhalb von Leuk erwarben; ebenso 1228 bei der grossen Schenkung des Domdekans und späteren Walliser Bischofs Boso de Granges. Seit dem Jahre 1233 hob er selbst Urkunden in Naters, Leuk und Sitten. 
1239 war der Diakon. 1242 beurkundete er in Aosta die Anlobung der Herren von Courmayeur zum Verkauf ihrer Rechte am Vizedominat von Sitten. 
Seit dem 12. März 1244 ist Walter de Chouson Grosskantor des Domstiftes. Am 26. Juni 1245 war er Zeuge in Sitten mit dem Walliser Bischof Heinrich I. von Raron. Am 9. Februar 1248 wurde er das letzte Mal als Grosskantor beurkundet.